# Lamborghini 400 GT
Lamborghini 400 GT — легковой заднеприводный автомобиль класса Gran Turismo, выпускавшийся итальянской компанией Lamborghini с 1966 по 1968 год, как дальнейшее развитие модели 350 GT. В кузов типа купе, спроектированный компанией Carrozzeria Touring Superleggera и унаследованный от 350 GT, устанавливался 4-литровый V-образный двигатель с 12 цилиндрами. 400 GT был представлен публике на автосалоне в Женеве в 1966 году. В 1968 году автомобиль сменился моделью Lamborghini Islero.

## История
Первые 400 GT, обычно называемые просто 400 GT или 400 GT Interim (англ. interim — промежуточный) появились в начале 1966 года, когда модель 350 GT получила опцию, предлагавшую увеличенный до четырёх литров рабочий объём двигателя. Автомобиль оснастили новой пятиступенчатой трансмиссией с пониженными шумовыми характеристиками производства компании Lamborghini, которая сменила применявшийся на 350 GT более шумный агрегат фирмы ZF. Дифференциал типа Salisbury был модернизирован, причём его выпуск наладили уже на собственном заводе. Всего было построено 23 Interim, из которых 20 имели стальной кузов и 3 алюминиевый (как у 350 GT).
После 400 GT Interim появилась модель 400 GT 2 + 2, дебютировавшая на Женевском автосалоне 1966 года. Салон автомобиля получил два дополнительных сиденья и немного изменённую центральную приборную панель, цвет которой стал имитировать дерево (вместо цвета матового алюминия, как на 350 GT). Элементы кузова также подверглись модификации: увеличилась высота крыши, уменьшено заднее стекло. Итальянским инженерам пришлось немного приподнять заднюю часть подвески на 400 GT 2 + 2 для того, чтобы справиться с весом двух дополнительных пассажиров. Модель 400 GT стала первой в линейке автомобилей Lamborghini, доступной с правым рулём (суммарно выпустили пять таких машин). Всего за время производства было собрано 224 экземпляра Lamborghini 400 GT 2 + 2.

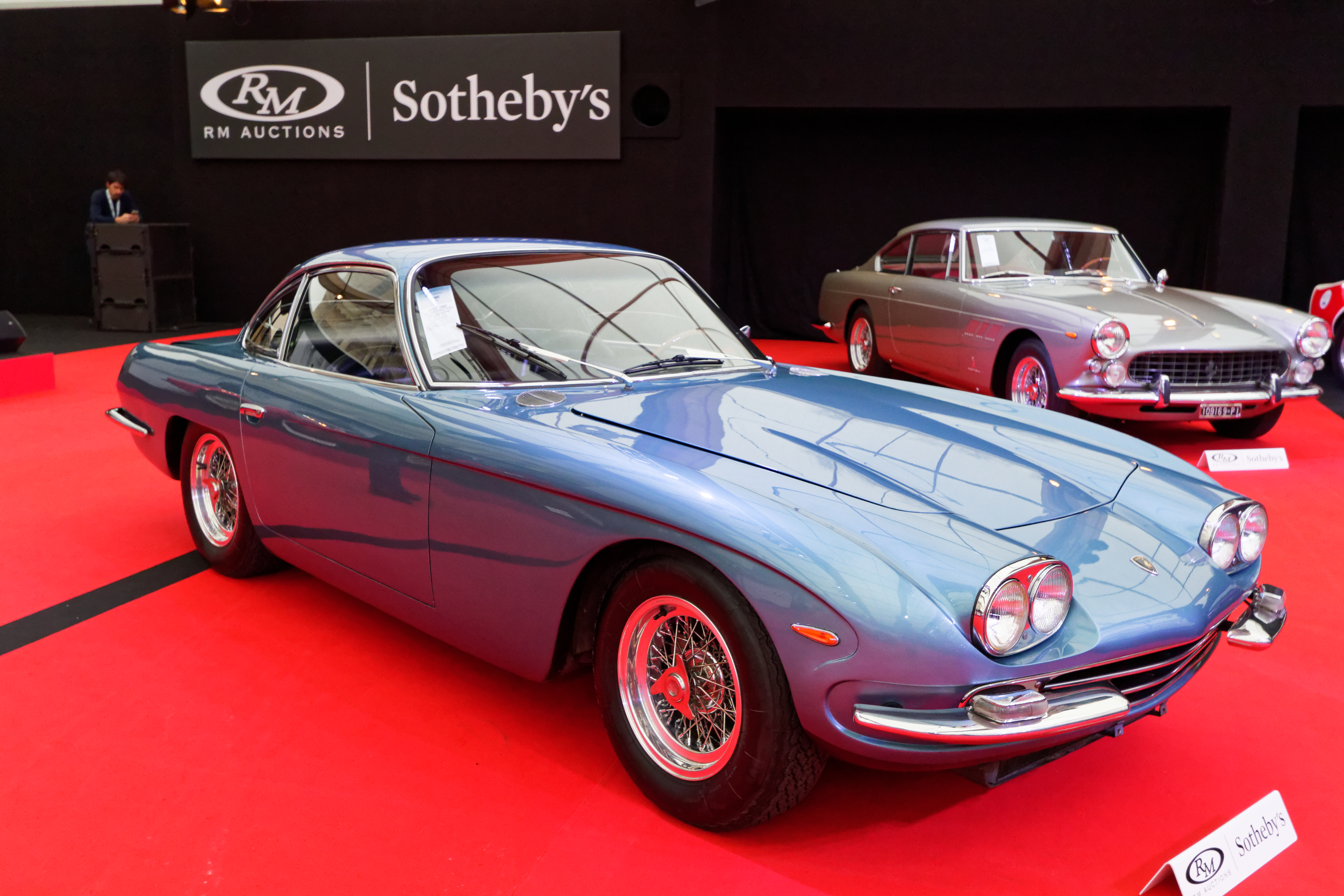
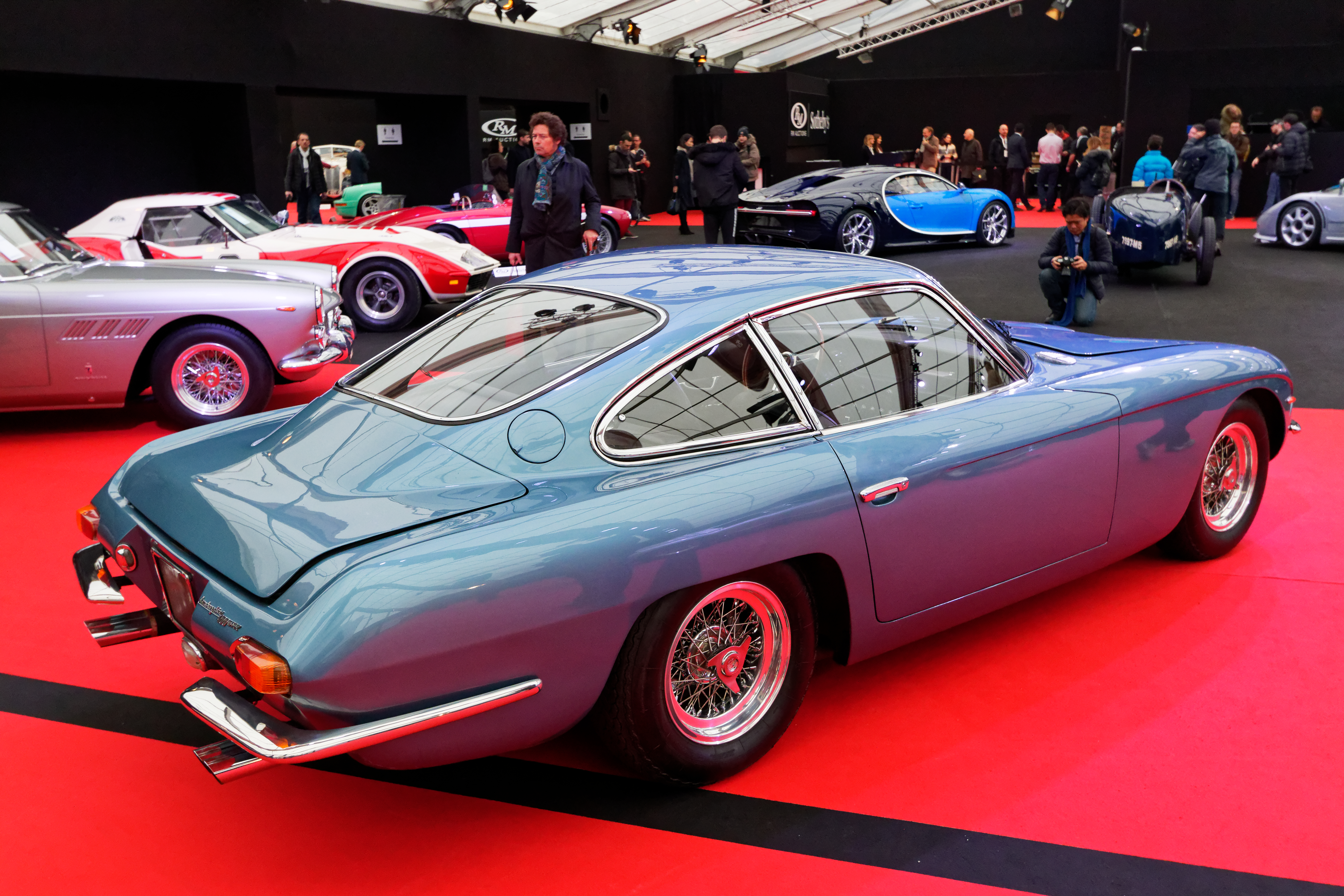
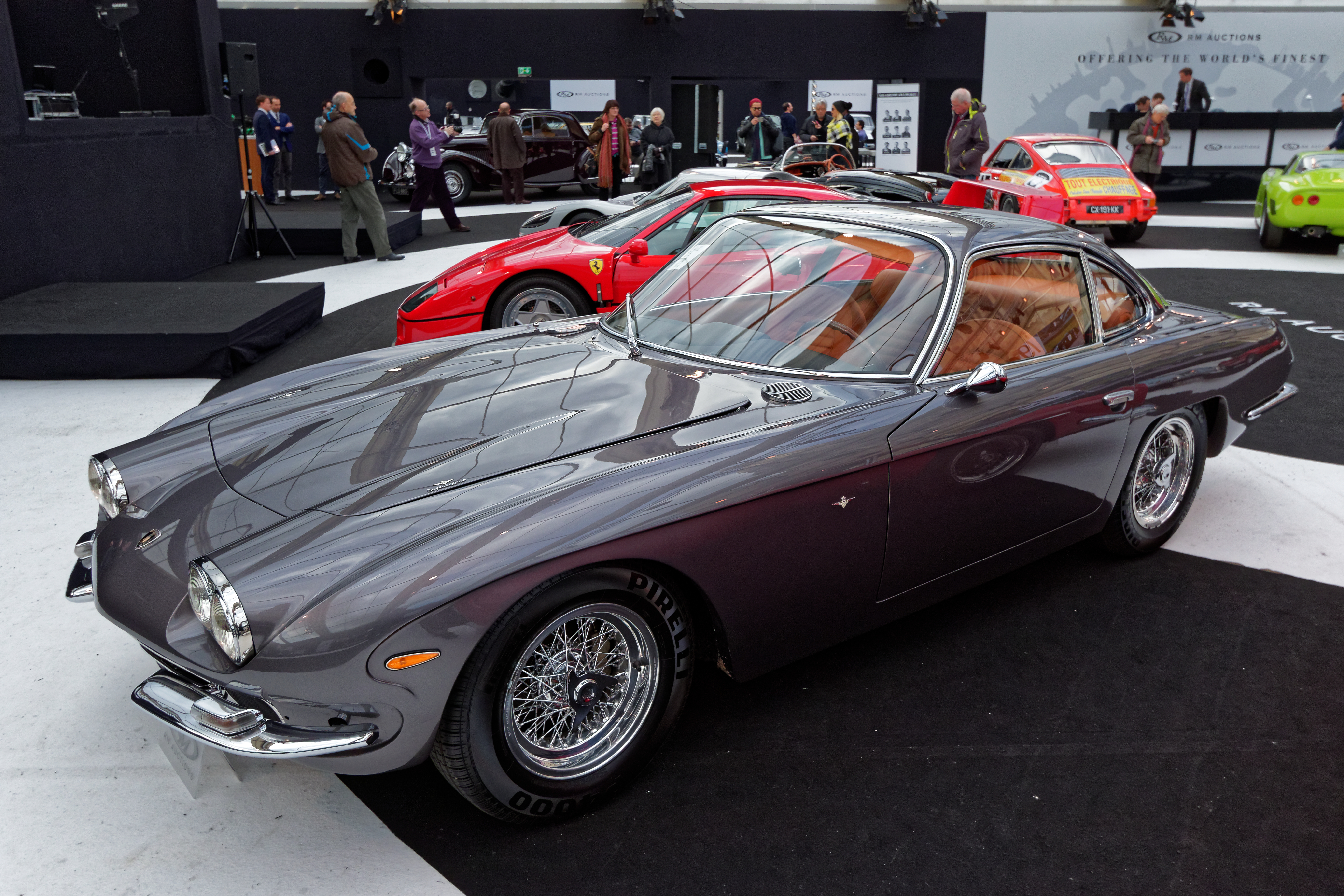
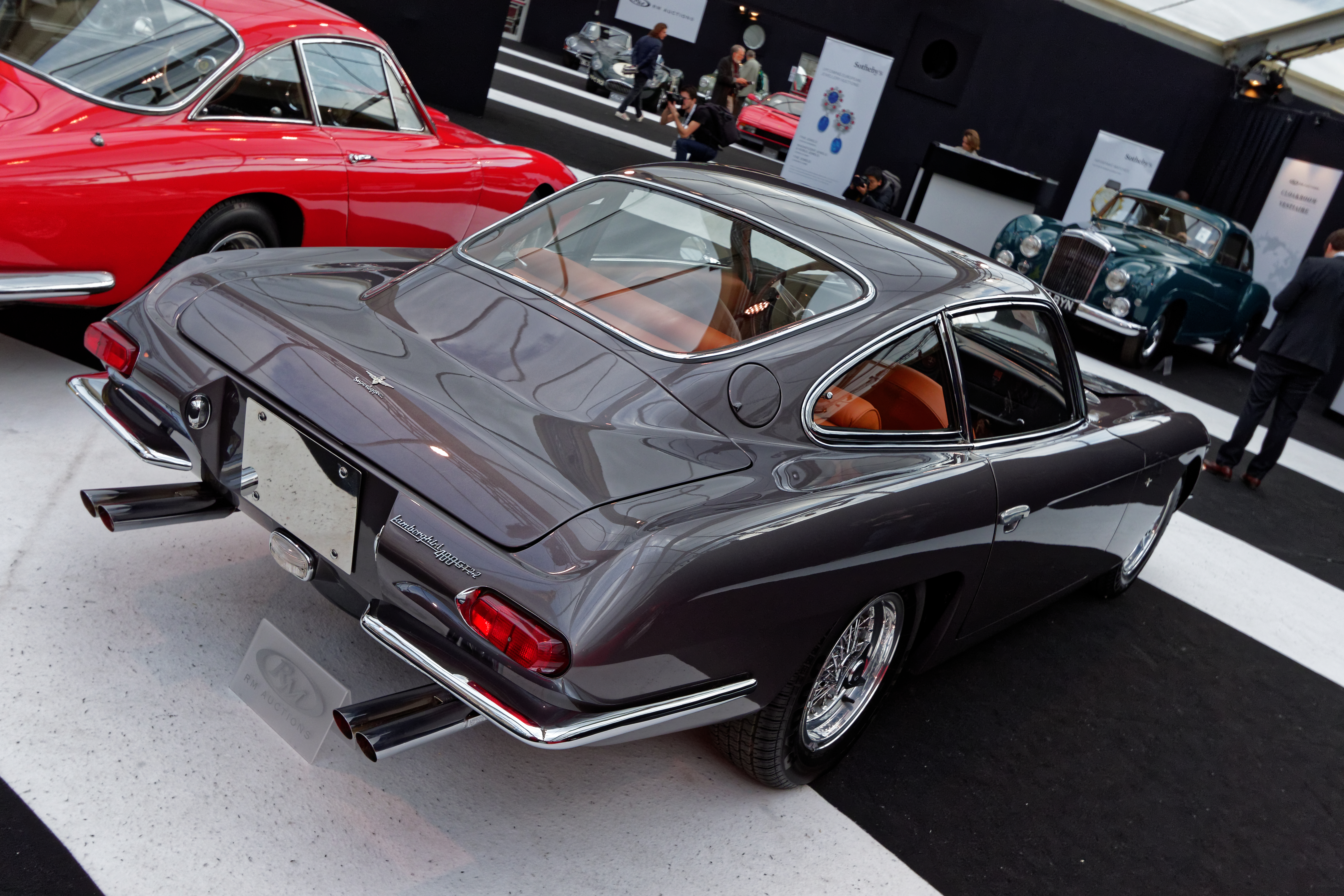

## Технические характеристики
Автомобиль Lamborghini 400 GT оснащался двенадцатицилиндровым V-образным бензиновым двигателем с двумя клапанами на цилиндр, рабочим объёмом в 4 литра (3929 см³) и мощностью 320 л. с., совмещённым с пятиступенчатой механической коробкой передач собственной разработки. Трансмиссия включала синхронизаторы как у Porsche на всех передачах, что значительно улучшило её характеристики. Данная силовая установка разгоняла 400 GT с 0 до 100 километров в час за 7,5 секунды, а от 0 до 161 км/ч — за 17,8 секунды. Максимальная скорость достигала отметки в 249,4 километра в час, а заезд на четверть мили автомобиль может выполнить за 15,5 секунды.
На автомобиль устанавливались 72-спицевые диски, шины Pirelli Cinturato VR 210/15 и двухконтурные дисковые тормоза компании Girling на все колёса с двумя вакуумными сервоприводами. Подвеска является полностью независимой, с двойными поперечными рычагами и стабилизаторами поперечной устойчивости. Шасси сваривалось из стальных труб квадратного сечения.

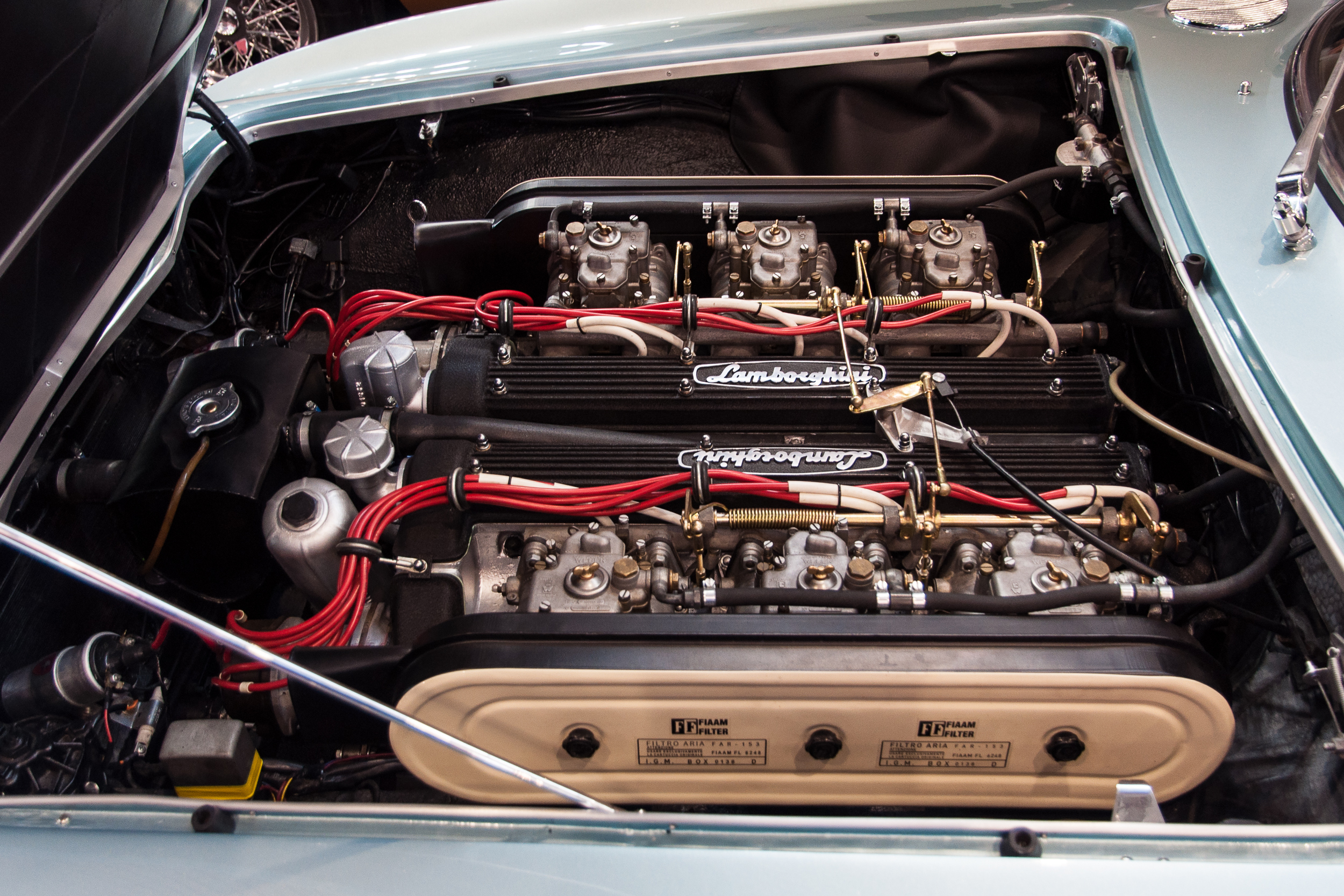
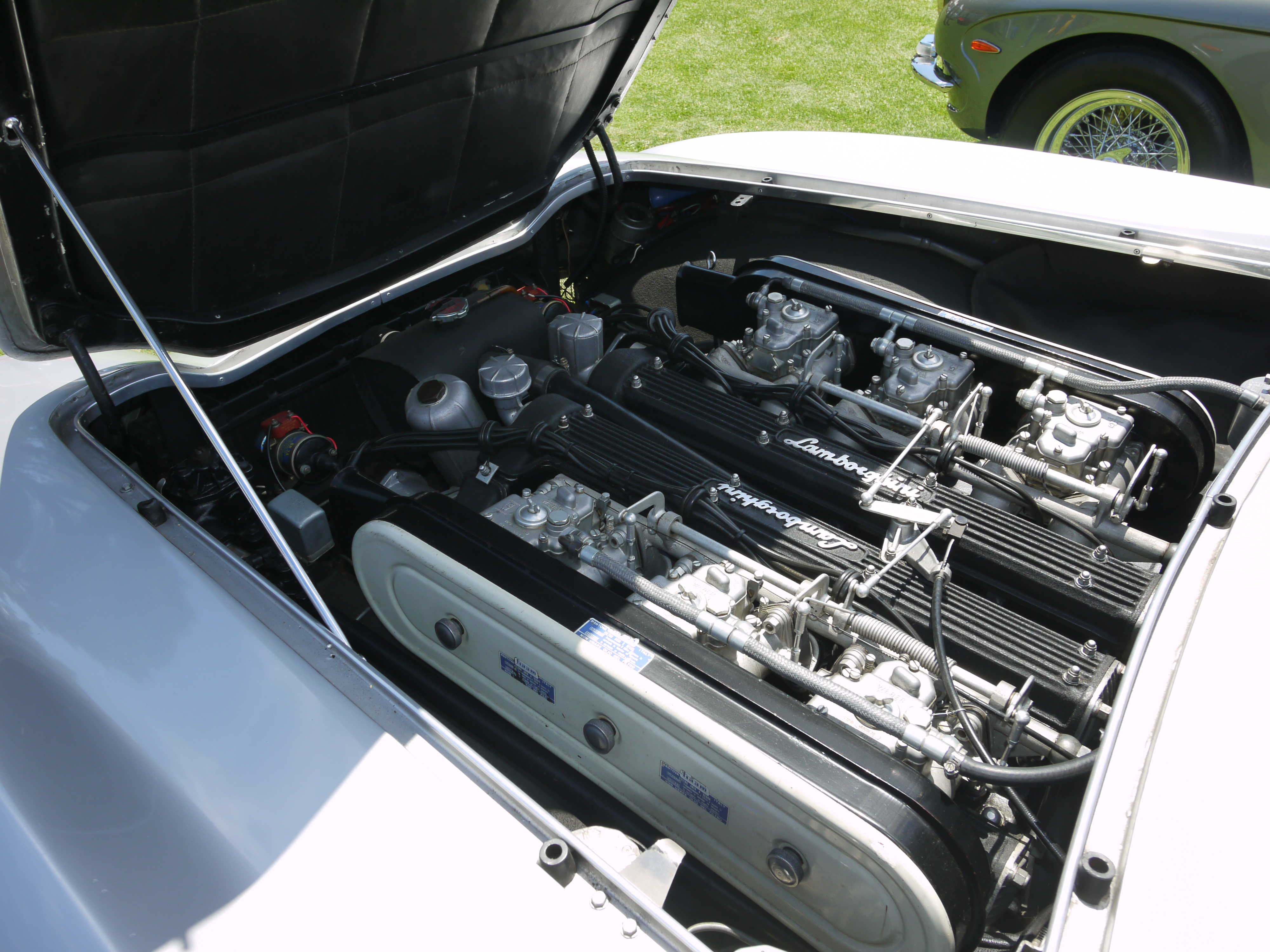

## Специальные версии

### 400 GT Monza
Lamborghini 400 GT Monza — созданный в единственном экземпляре двухместный спортивный автомобиль, собранный на базе модели 400 GT Interim. Кузов был сконструирован Neri и Bonacini.
Джорджио Нери и Лучано Боначини были впервые наняты Ферруччо Ламборгини в 1963 году для постройки шасси концепт-кара Lamborghini 350 GTV. Также они произвели первые шасси для модели 350 GT, но после начала активного производства работу над шасси передали Marchesi & C.
Благодаря этим отношениям с Lamborghini Нери и Боначини получили заказ на создание двухместного спортивного автомобиля на базе шасси 350 GT (номер 01030) с четырёхлитровым силовым агрегатом в конфигурации V12 (400 GT Interim). Предполагается, что его заказал неизвестный американский клиент для участия в гонках «24 часа Ле-Мана». Автомобиль был построен в 1966 году и изначально назван «400 GT Neri and Bonacini», однако позже был переименован в «400 GT Monza». Такое название было выбрано из-за его краткости и отражения гоночной составляющей автомобиля. Алюминиевый кузов 350 GT вручную модернизировался в мастерской Нери и Боначини, он претерпел множество изменений в процессе изготовления. В результате получился характерный фастбэк с длинным передком и хвостом Камма. Дизайнеры интегрировали трубчатый каркас с очень толстой задней стойкой (предположительно, это было сделано для увеличения безопасности при опрокидывании). Другие заметные детали дизайна включали в себя: низкое лобовое стекло, декоративные решётки вентиляционных отверстий за передними колёсами и стилизованный значок «Monza 400». В целом дизайн демонстрирует визуальное сходство с другими итальянскими спортивными автомобилями того времени, такими как Bizzarrini 5300 GT и Lamborghini Miura.
Проблемы с омологацией помешали автомобилю участвовать в гонках и заказчик из Америки, по всей видимости, так и не получил автомобиль. Вместо этого он был показан на автосалоне в Барселоне 1967 года на стенде импортёра Lamborghini Amato, где был куплен испанцем. В течение следующих трёх лет тёмно-красная Lamborghini Monza ездила на гонки по всей стране, редко покидая Испанию. В 1970 году, пройдя всего 7136 км, этот уникальный автомобиль был поставлен в гараж владельца на оживлённой торговой улице, здесь автомобиль простоял пару следующих десятилетий. После смерти владельца в начале 1990-х годов автомобиль остался у его семьи. В 1996 году аукционный дом Brooks (ныне Bonhams) обнаружил машину в гараже, когда с ними связались члены семьи ныне покойного владельца, чтобы оценить другие автомобили. После девяти лет переговоров автомобиль был продан британскому коллекционеру на аукционе Bonhams в декабре 2005 года за 177 500 фунтов стерлингов.

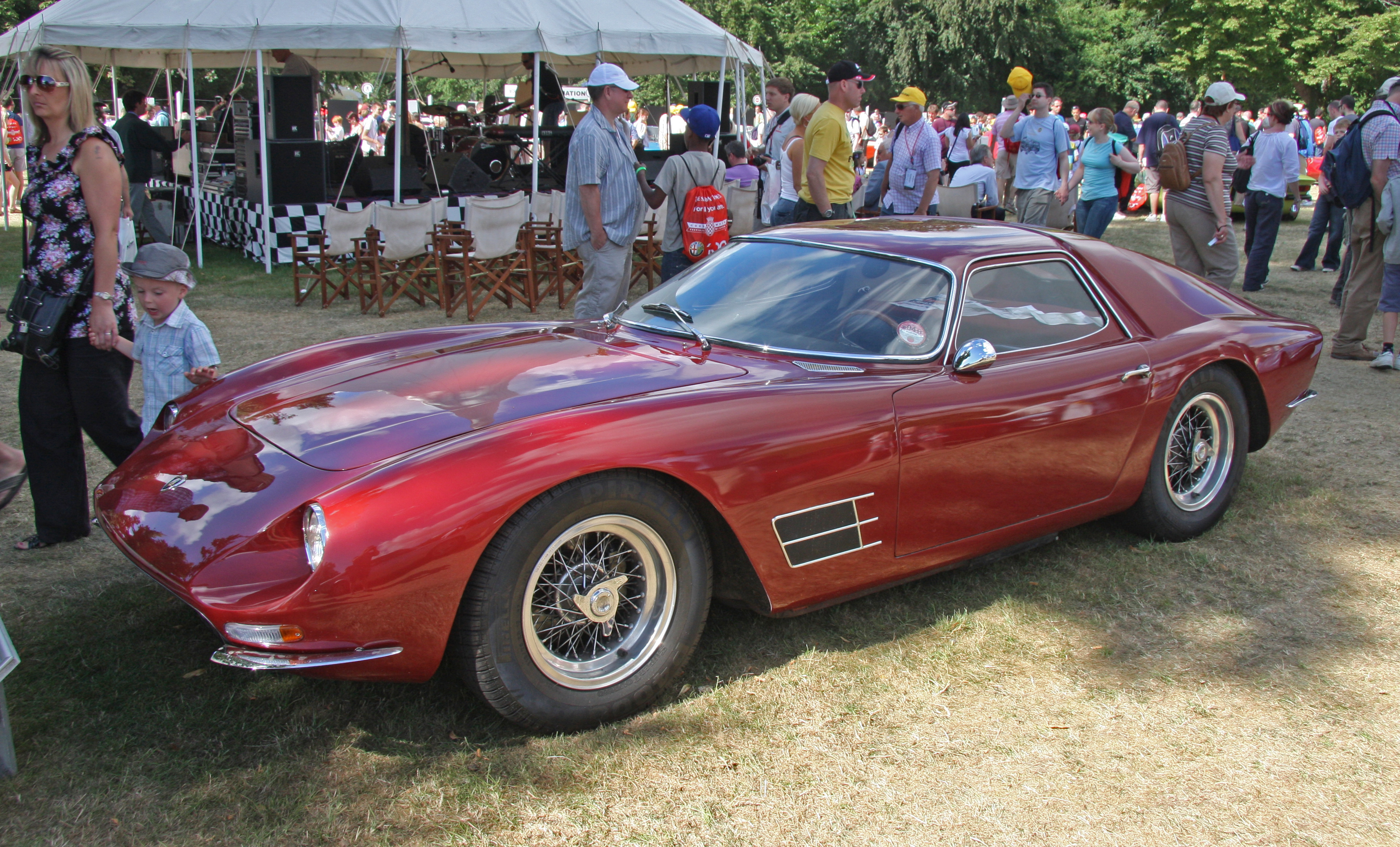
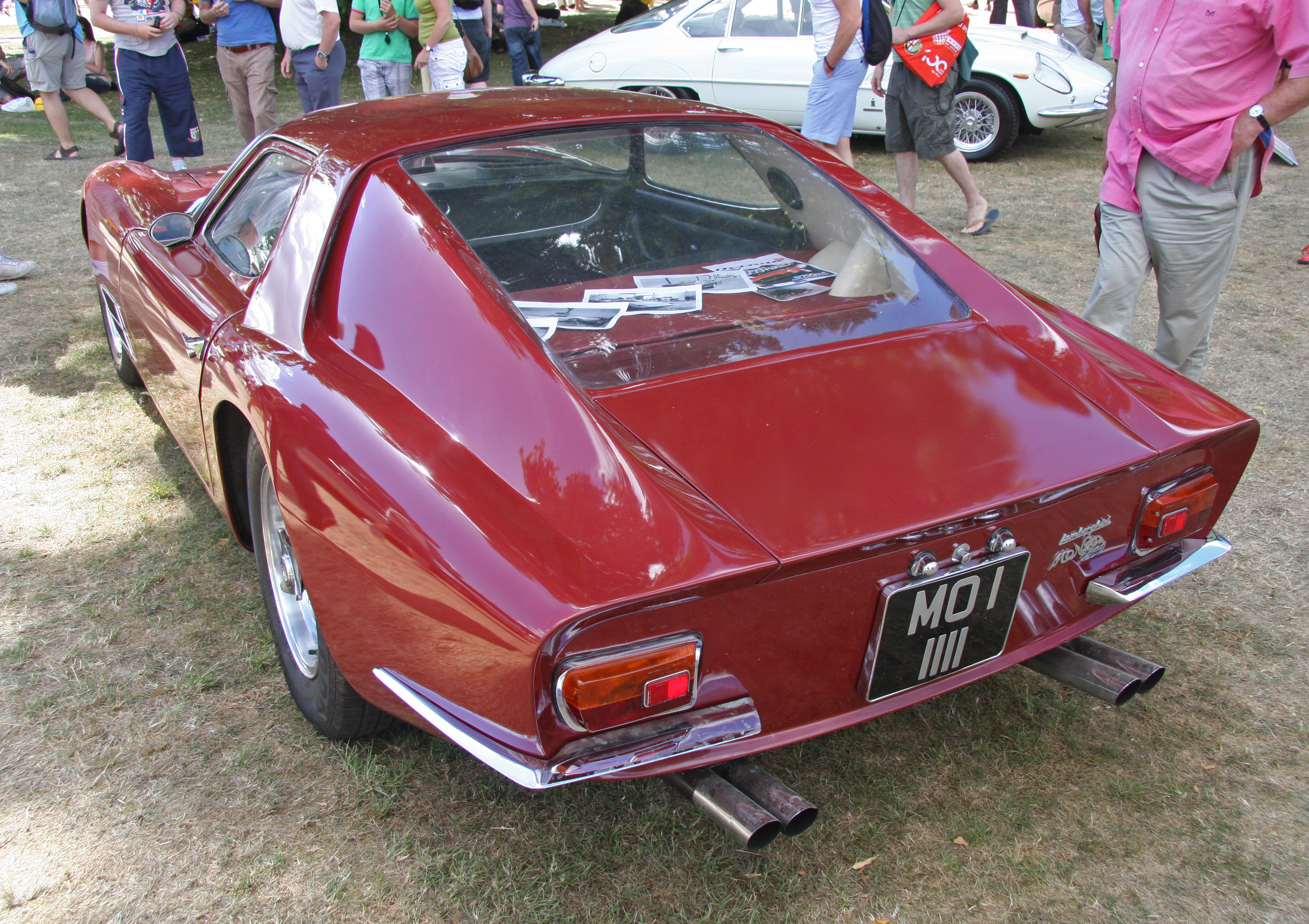

### 400 GT Flying Star II
Lamborghini Flying Star II (также известный как Lamborghini 400 GT Flying Star II) — концепт-кар, созданный в единственном экземпляре компанией Carrozzeria Touring Superleggera. Flying Star II был сконструирован на платформе Lamborghini 400 GT и дебютировал на Туринском автосалоне 1966 года. Название «Flying Star II» переводится как «Летающая звезда II», что является отсылкой к довоенным родстерам Touring, таким как Alfa Romeo 6C 1750 'Flying Star' и Isotta Fraschini Tipo 8A 'Flying Star'.
Работы над дизайном Flying Star II проводились командой разработчиков во главе с Карло Андерлони. Угловатые линии кузова и неоднозначный дизайн крыши делают автомобиль похожим на универсал, он также был довольно габаритным для двухместного шутинг-брейка, даже несмотря на то, что его шасси укорочено на 10 см. Компания Carrozzeria Touring закрылась вскоре после дебюта Flying Star II на Туринском автосалоне.
Автомобиль был приобретён французом Жаком Куаре, братом писательницы Франсуазы Саган. Flying Star II обслуживался у французского импортёра Lamborghini Ciclet. В какой-то момент времени весь салон автомобиля был перешит. Flying Star II снова показали публике в 1987 году на Парижской выставке классических автомобилей (Salon Retromobile). Позже автомобиль побывал в собственности у англичанина, но после снова вернулся во Францию в 1999 году, где он и находится до сих пор.

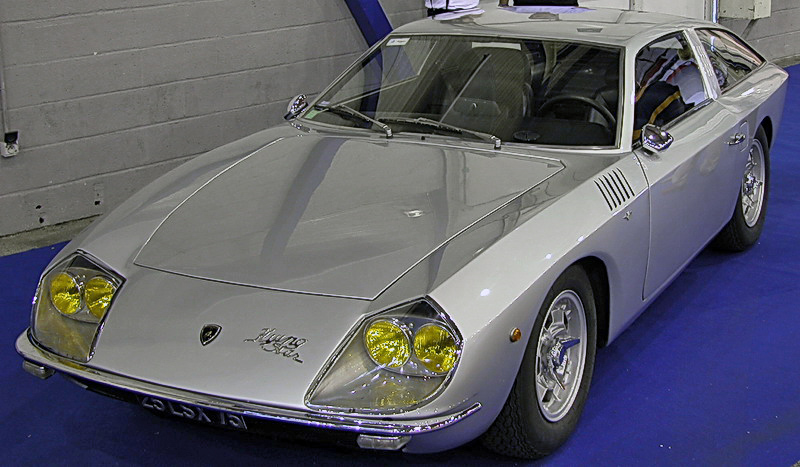
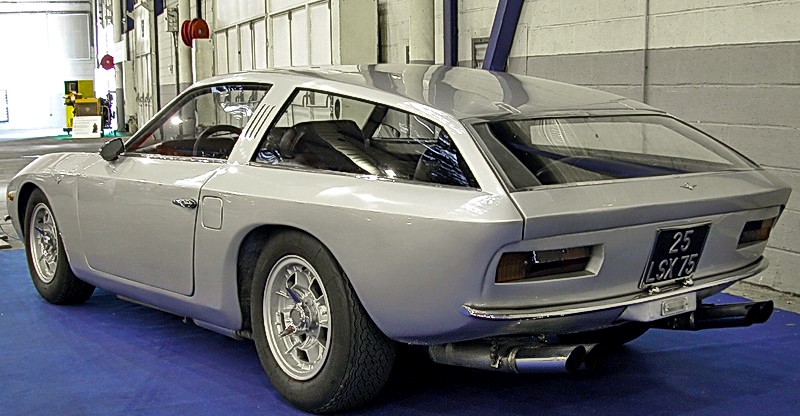